# La Grenouillère (lieu)
Pour les articles homonymes, voir La Grenouillère et Grenouillère.
La Grenouillère était un célèbre établissement de canotage, de bain, de bal et de restauration installé sur l'île de la Grenouillère à Croissy-sur-Seine, et qui fonctionna de 1850 à 1920.

## Histoire
Sous le Second Empire, on assiste à l’éclosion de la mode du canotage. De nombreux Parisiens déferlent sur la Seine, attirés par le charme sauvage de l’île de Croissy-sur-Seine que l’on surnomme à l'époque le « Madagascar de la Seine », tant la végétation y est luxuriante et les mœurs de ses visiteurs « comparables aux indigènes des îles ». En témoignent les noms insolites donnés alors aux différents lieux de l’île : le « cap des torses », l’« anse de l’homme nu », le « mouillage infect », la « berge des souffleurs ». En 1852, un arrêté municipal de Croissy-sur-Seine impose aux baigneurs le port d’un costume de bain, mais il est peu respecté et très plaisanté par la presse parisienne.
À la même époque, une cabaretière de Croissy-sur-Seine, la mère Seurin, établit au bord de l’île un bateau-ponton abritant une immense salle de bal et de restauration, ainsi qu’une longue péniche de cabines de bain. Seurin est aussi le concessionnaire du bac permettant de traverser le fleuve depuis Rueil-Malmaison jusqu’à Croissy-sur-Seine en passant par l’île et donc par son établissement.
La Grenouillère, sa petite plage, ses canots en location à la journée et son célèbre bal hebdomadaire vont immédiatement attirer les Parisiens venus en train par la ligne Paris - Saint-Germain-en-Laye. La Grenouillère est surnommée le « Trouville des bords de Seine » et acquiert une telle renommée que l'empereur Napoléon III et l'impératrice Eugénie y font escale en 1869.
Pour l'ambiance, le Guide Conty des environs de Paris écrit en 1888 : « Figurez-vous un immense bateau converti en café où se coudoient, dans les costumes les plus excentriques, canotiers et canotières riant follement, dansant follement aux sons discordants d'un piano. Un bain, véritable mare aux grenouilles, fait partie de l'établissement. Ajoutons que les grenouilles sont généralement jolies, bien faites et cambrées à la satisfaction de la galerie. La Grenouillère, soit dit entre nous, n'est pas précisément un endroit recommandé aux ecclésiastiques. »
En effet, outre le bal et la location de canots, on vient à la Grenouillère pour se baigner directement dans la Seine. Particularité intéressante, ces bains sont mixtes, ce qui est totalement interdit dans le reste de la région parisienne. Cette particularité amène bien sûr une large fréquentation mais aussi quelques problèmes de mœurs.
Guy de Maupassant, louant une petite maison sur les bords du fleuve, notamment à Sartrouville, fréquente assidûment les lieux. Dans plusieurs nouvelles, il brosse un portrait très réaliste du lieu et de son atmosphère bruyante et populaire :

« On sent là, à pleines narines, toute l'écume du monde, toute la crapulerie distinguée, toute la moisissure de la société parisienne : mélange de calicots, de cabotins, d'infimes journalistes, de gentilshommes en curatelle, de boursicotiers véreux, de noceurs tarés, de vieux viveurs pourris ; cohue interlope de tous les êtres suspects, à moitié connus, à moitié perdus, à moitié salués, à moitié déshonorés, filous, fripons, procureurs de femmes, chevaliers d'industrie à l'allure digne, à l'air matamore qui semble dire : “Le premier qui me traite de gredin, je le crève.” »

« Ce lieu sue la bêtise, pue la canaillerie et la galanterie de bazar. Mâles et femelles s'y valent. Il y flotte une odeur d'amour, et l'on s'y bat pour un oui ou pour un non, afin de soutenir des réputations vermoulues que les coups d'épée et les balles de pistolet ne font que crever davantage. »

« Quelques habitants des environs y passent en curieux, chaque dimanche ; quelques jeunes gens, très jeunes, y apparaissent chaque année, apprenant à vivre. Des promeneurs, flânant, s'y montrent ; quelques naïfs s'y égarent. »

— « La femme de Paul », La Maison Tellier, 1881.
En 1869, Auguste Renoir et Claude Monet y installent leurs chevalets. Ils immortalisent ainsi le Camembert, un îlot planté d’un arbre unique, reliant l’île au bateau-ponton par des planches étroites et glissantes… qui provoquent chutes et baignades imprévues ! Le La Grenouillère peint par Monet est conservée au Metropolitan Museum of Art à New York tandis que La Grenouillère par Renoir fait partie de la collection du Nationalmuseum de Stockholm. Les deux tableaux sont reproduits sur le lieu de leurs créations sur le chemin des Impressionnistes.
La Grenouillère est la proie des flammes en octobre 1889 et l’établissement est entièrement détruit. La nouvelle Grenouillère, reconstruite l’année suivante avec des éléments provenant du pavillon paraguayen de l'Exposition universelle de 1889, ne connaît pas le même succès. Les temps ont changé. La mode nouvelle du cyclisme a détrôné celle du canotage et, surtout, le déversement de l’ensemble des égouts de Paris en amont de la Seine a découragé les baigneurs et les canotiers.
À la fin des années 1920, la Grenouillère disparaît définitivement lors des travaux d'élargissement de la Seine.

## Musée La Grenouillère à Croissy-sur-Seine
Un petit musée, gérée par une association, retrace l'histoire de cet établissement. Ouvert le samedi et le dimanche après-midi, il abrite une collection permanente et présente chaque année une exposition temporaire.

### Patrimoine artistique
- La Grenouillère, mélodie de Francis Poulenc, fait référence au lieu. La mélodie a été composée en 1938 sur un poème de Guillaume Apollinaire.
- C'est dans l'île de la Grenouillère qu'ont été peints certains des tableaux impressionnistes les plus célèbres, La Grenouillère de Pierre Auguste Renoir et Bain à la Grenouillère de Claude Monet, peints tous deux la même année (1869). Ces lieux étaient activement fréquentés, entre 1850 et 1900, par la bourgeoisie parisienne de l'époque. Guy de Maupassant en rend compte dans l'une de ses nouvelles (Le Horla).
- Guy de Maupassant a décrit la guinguette La Grenouillère dans deux nouvelles : Yvette et La Femme de Paul.

### Poésie
À partir de 1904, Guillaume Apollinaire fréquente régulièrement La Grenouillère. C’est là qu’il fait la connaissance de Derain et de Vlaminck. Il compose le poème La Grenouillère, paru dans le recueil Il y a.

### Galerie

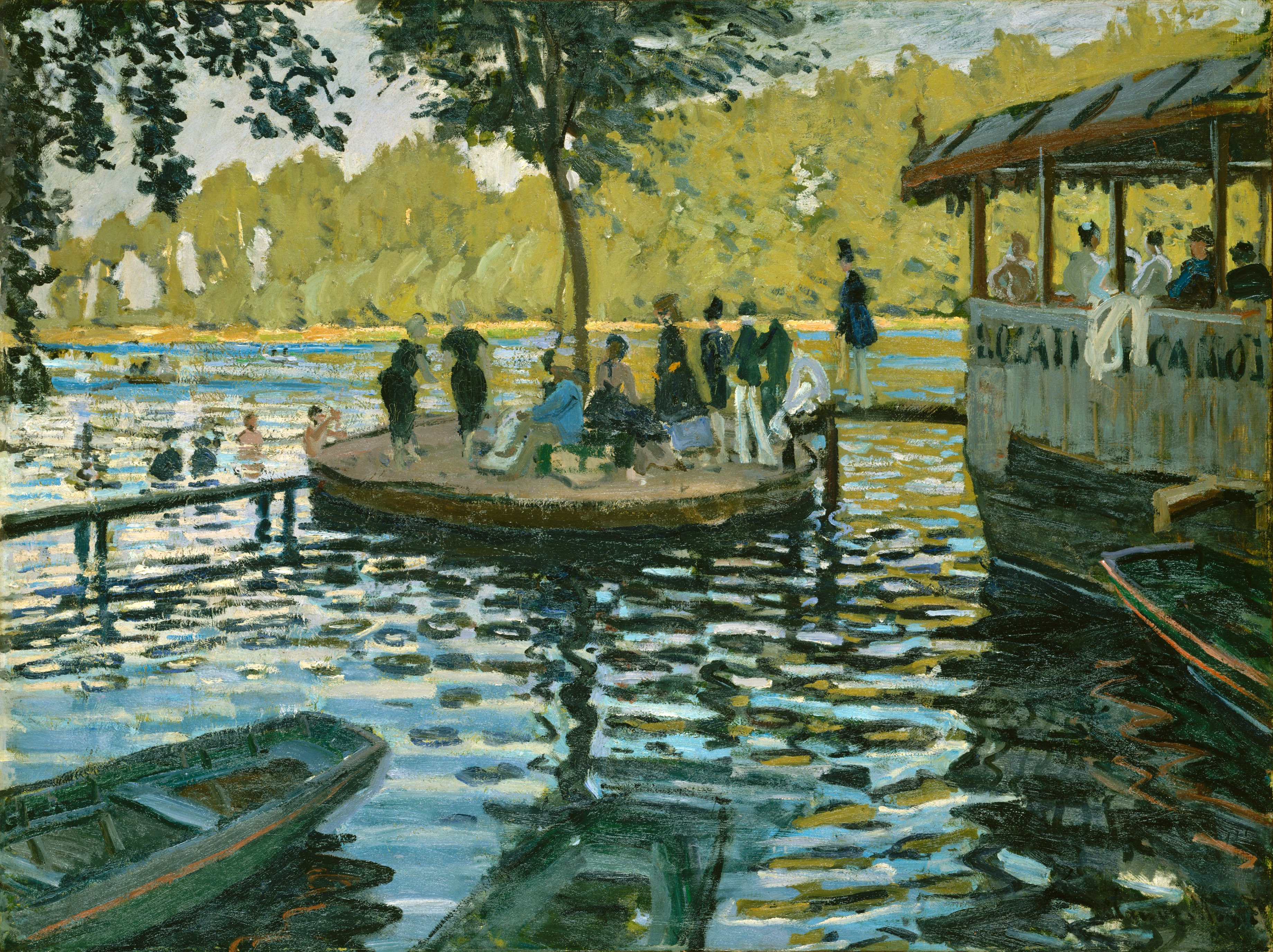
La Grenouillère par Claude Monet.
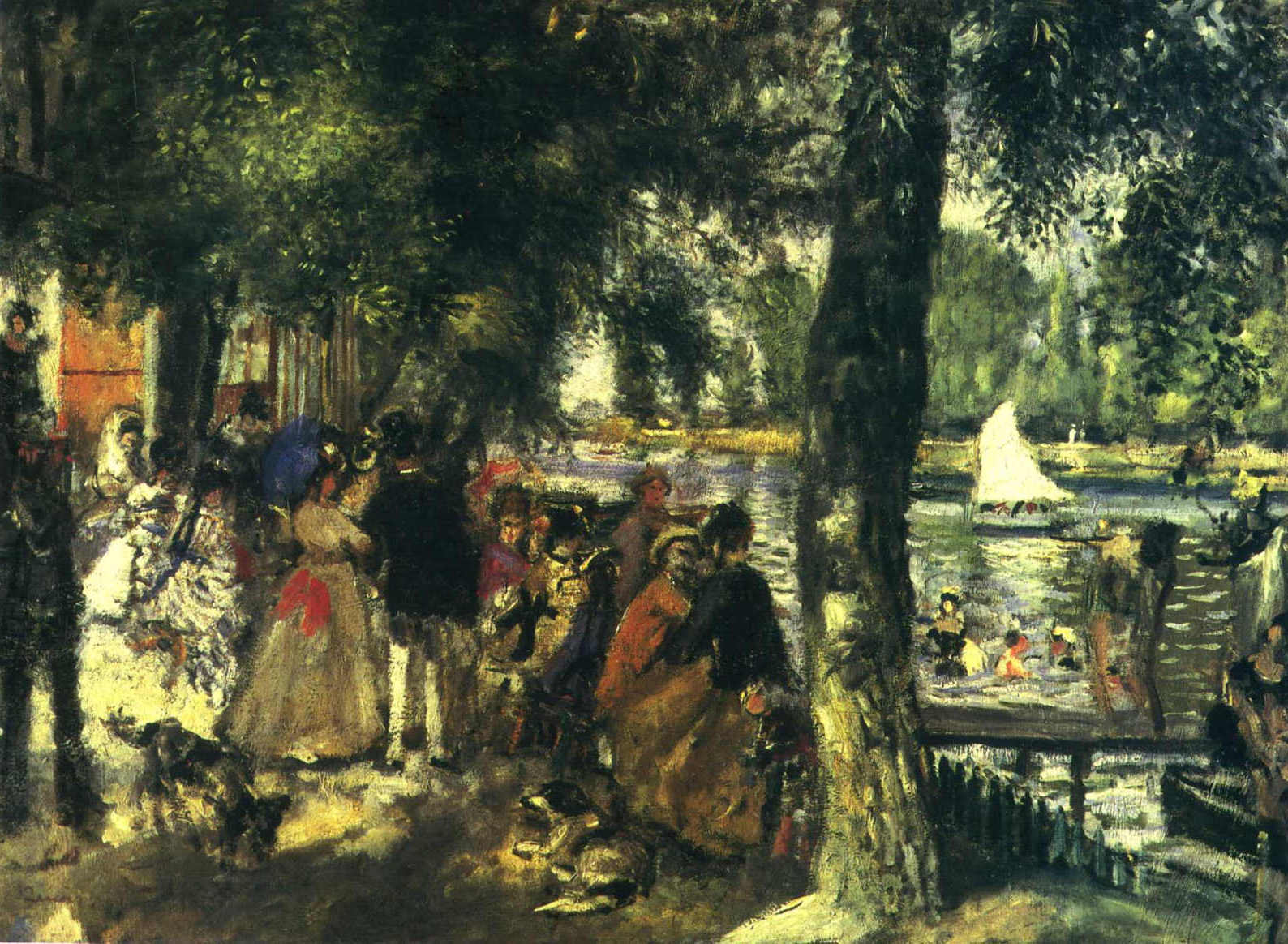
La Grenouillère par Pierre-Auguste Renoir.
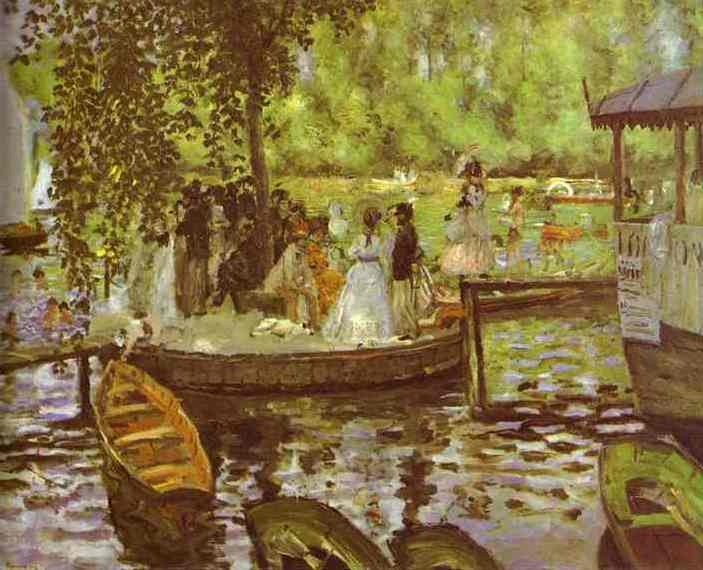
La Grenouillère par Pierre-Auguste Renoir.